# Markus Zimmermann (Theologe)
Markus Zimmermann (* 25. August 1961 in Berlin) ist ein deutscher römisch-katholischer Theologe.

## Leben

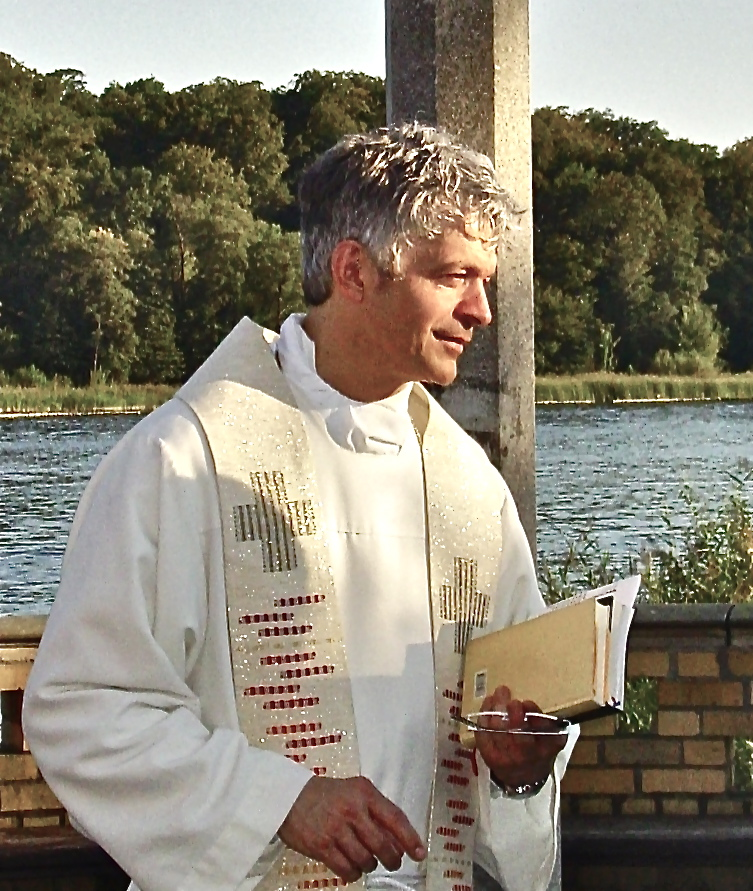
Zimmermann als Pfarrer, Berlin 2010

Zimmermann wurde in Berlin-Wilmersdorf geboren und zog mit neun Jahren zusammen mit seinen Geschwistern Christian und Claudia nach Berlin-Zehlendorf an den Schlachtensee. Sein Vater, Udo Zimmermann, war Oberamtsrat bei der Landespostdirektion Berlin, seine Mutter, Christa Maria, führte ein Herrenkonfektionsgeschäft in Berlin-Tempelhof. Markus Zimmermann studierte von 1981 bis 1986 Philosophie, Theologie und Psychologie an der Freien Universität Berlin und schloss das Studium als M. A. phil. ab. Anschließend studierte er von 1986 bis 1991 Philosophie und Theologie an der Philosophisch-Theologischen Hochschule Sankt Georgen in Frankfurt am Main und erhielt den Abschluss Dipl. Theol. Von 1991 bis 1992 absolvierte er ein Sprachstudium und begann das Lizentiatsstudium der Fundamentaltheologie an der Päpstlichen Universität Gregoriana in Rom.
Zimmermann unterbrach sein Studium für den weihevorbereitenden Pastoralkurs in Köln, um als Oblate des Deutschen Ordens Ende Oktober 1992 eintreten zu können, für die Weihe zum Diakon Anfang November 1992, für den Diakonendienst in der Kölner Innenstadtpfarrei St. Agnes und schließlich für die Weihe zum Priester im Juni 1993 im Kölner Dom durch Joachim Kardinal Meisner.  Nachdem er das Lizentiatsstudium zum Lic. theol. beendet hatte, begann Zimmermann sein Doktoratsstudium, ebenfalls an der Gregoriana in Rom. Auch dieses Studium musste er unterbrechen, um den letzten Teil der Pfarrausbildung inklusive Kaplanstätigkeit zu absolvieren, eine religionspädagogische Ausbildung inklusive Erteilung von Religionsunterricht zu absolvieren und für eine kurze Tätigkeit als Pfarrer in Berlin.  Nachdem er im Frühjahr 2002 sein Doktoratsstudium zum Dr. theol. mit einer Arbeit über die Nachfolge Christi bei Romano Guardini abgeschlossen hatte, wurde Zimmermann im Mai 2002 Pfarr-Kooperator der Freiburger Innenstadtpfarrei St. Martin. Im September 2008 absolvierte Zimmermann das „Baden-Württemberg-Zertifikat für Hochschuldidaktik“. Im Jahr 2010 wurde er Pfarrer in Berlin und war 2014 Dozent in der Priesterausbildung in Berlin. Er gehörte nun rechtlich nicht mehr dem Deutschen Orden an, sondern dem Erzbistum Berlin. 2015 promovierte er an der Technischen Universität Dortmund zum Dr. phil. mit dem Thema „Schriftsinn und theologisches Verstehen. Die heutige hermeneutische Frage im Ausgang des Origenes“.
Von 2017 bis 2019 war Zimmermann als Referent tätig und nahm Lehraufträge in Fundamentaltheologie an der Fakultät für Katholische Theologie der Universität Regensburg wahr. Seit Oktober 2018 war er Fundamentaltheologe und Dogmatiker an der Theologischen Fakultät der Pontificia Università Gregoriana in Rom. Seit dem Studienjahr 2023/24 wird er dort nicht mehr als Dozent geführt.

## Wirken
Als Mitarbeiter der diözesanweiten Junge-Erwachsenen-Arbeit „Primanerforum“ (BDKJ Berlin) war er von 1977 bis 1983 für die Erarbeitung und Durchführung mehrtägiger spiritueller und sozialpolitischer Tagungen zuständig. Während seines Erststudiums in Berlin arbeitete er auch als Krankenpflegehelfer und Redakteursgehilfe.
Während des Diplomstudiums in Frankfurt am Main leitete er als Mitarbeiter der Hochschule Seminare im Fachbereich Neues Testament und engagierte sich in der Hochschularbeit: als AStA-Vizepräsident, als Leiter der Abendgespräche „Jour Fixe“ und als Geistlicher Begleiter. 1995 und 1996 wirkte es als Exerzitienmeister und Spiritual in der Berufungspastoral.

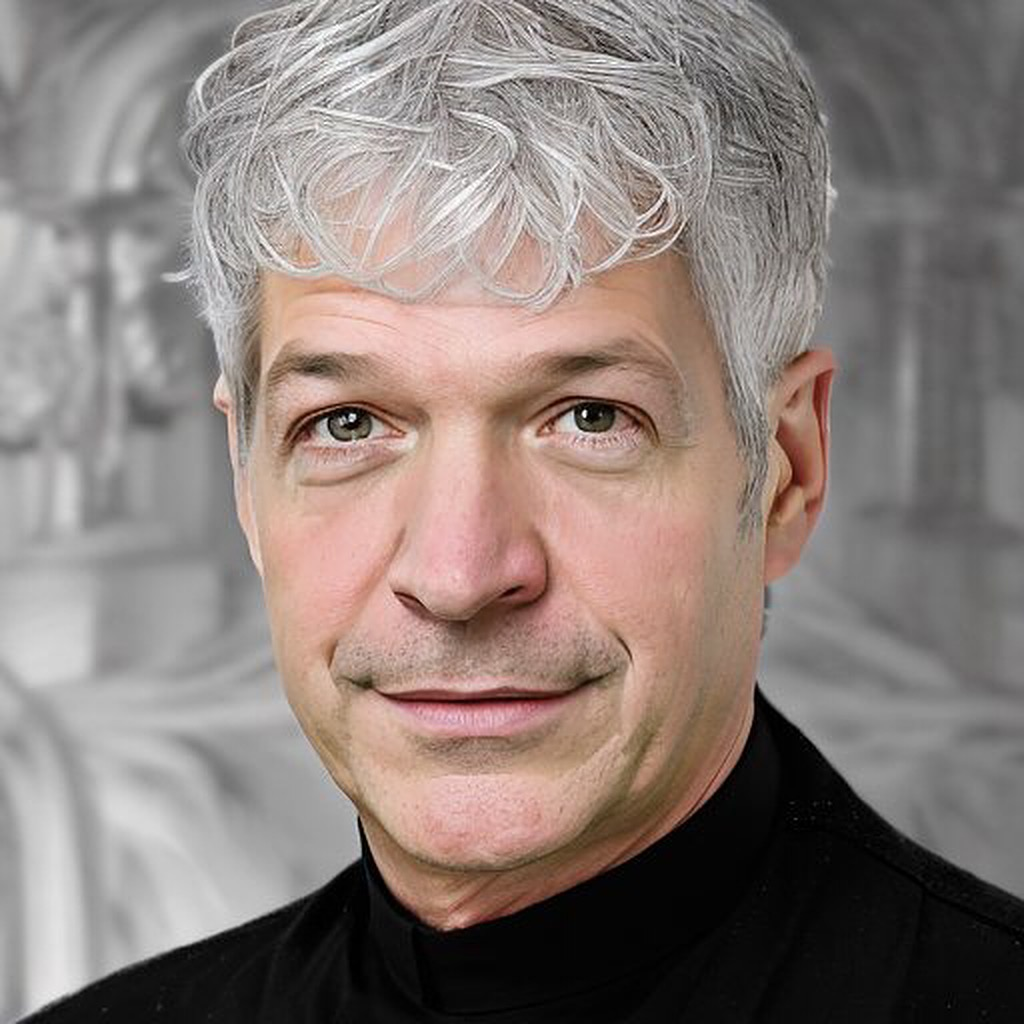
Zimmermann in Rom 2022

Seit Zimmermann nach dem abgeschlossenen Doktoratsstudium in Rom im Jahr 2002 wieder nach Deutschland zog, hat er stets parallel im Seelsorgedienst und an theologischen Projekten gearbeitet. Letztere waren vor allem Forschungsprojekte und Vorträge. Bevor er 2018 zur Lehrtätigkeit wieder nach Rom ging, konzipierte und realisierte er in seinen letzten Jahren als Pfarrer in Berlin jüdisch-christliche und künstlerische Veranstaltungen: als Organisator und Veranstaltungsleiter mit einführendem Vortrag das „Requiem“ von W. A. Mozart mit Kathedralchor und Solisten im November 2012 in Berlin-Tegel; als Leiter und Referent die zweitägige Veranstaltungsreihe „Christlicher Widerstand im Nationalsozialismus“ mit jüdischen und christlichen Repräsentanten inkl. Rundem Tisch und Festakt im Juni 2013 in Berlin-Tegel; als Leiter und Referent der Jubiläumsausstellung „Tohuwabohu – Schöpfung aus dem Nichts“ und Moderation mit eigenem Vortrag am Runden Tisch zum jüdisch-christlichen Dialog im Dezember 2015 in Berlin-Spandau; als Leiter, Moderator und Referent der Matineenreihe zu vier jüdischen Kunstprojekten im Jahr 2016 in Berlin-Spandau: am 14. Februar „Kunst trifft Jugend“; am 21. Februar „Politik trifft Kunst“; am 28. Februar „Künstlergespräch“; am 6. März „Musik und Kunst“.

## Veröffentlichungen (Auswahl)
- Die Nachfolge Jesu Christi. Eine Studie zu Romano Guardini. F. Schöningh, Paderborn 2004, ISBN 3-506-70122-3.
- Schein und Heil des Schönen. Ästhetik und Offenbarung. Lit, Berlin 2008, ISBN 978-3-8258-1401-4.
- Leiden – Sterben – Leben. 14 Aufbrüche gegen Bedrängnis und Tod. Echter, Würzburg 2011, ISBN 978-3-429-03383-5.
- Schriftsinn und theologisches Verstehen. Die heutige hermeneutische Frage im Ausgang von Origenes. Aschendorff, Münster 2017, ISBN 978-3-402-13721-5.
- Gewalttätiger Gott – gewalttätiger Glaube? Wege der Barmherzigkeit Gottes. Herder, Freiburg/Br. 2022, ISBN 978-3-451-39237-5.